# Církvice (district de Kolín)
Pour les articles homonymes, voir Církvice.
Církvice (en allemand : Zirkwitz) est une commune du district de Kolín, dans la région de Bohême-Centrale, en République tchèque. Sa population s'élevait à 154 habitants en 2020.

## Géographie
Církvice se trouve à 4 km au sud de Zásmuky, à 19 km au sud-ouest de Kolín et à 46 km à l'est-sud-est de Prague.
La commune est limitée par Zásmuky au nord, par Vavřinec à l'est, par Skvrňov au sud et à l'ouest.

## Histoire
La première mention écrite de la localité date de 1400.